# 椿山竜介
椿山 竜介（つばきやま りょうすけ、1988年7月18日 - ）は、日本の元男子バレーボール選手。V.LEAGUE DIVISION1のウルフドッグス名古屋に所属していた。

## 来歴
福井県勝山市出身。母親の勧めで中学1年次よりバレーボールを始める。
福井工業大学福井高校在校中には、春高バレーやインターハイなどで活躍し、筑波大学体育専門学群に入学。つくばユナイテッドSun GAIA在籍中の2012/13Vチャレンジリーグではスパイク賞を受賞し、2013年4月にVプレミアリーグのサントリーサンバーズに移籍した。
2014年4月に全日本の登録メンバーとなり、翌月の第63回黒鷲旗大会ではベスト6に選出された。
2016年6月にサントリーサンバーズより豊田合成トレフェルサ（現・ウルフドッグス名古屋）へ移籍した。
2021年10月17日、V1リーグのパナソニックパンサーズ戦（パナソニックアリーナ）でVリーグ通算230試合出場となり、Vリーグ特別表彰制度の「Vリーグ栄誉賞」の表彰基準に到達した。試合終了後、同じ福井県出身であるパナソニックの清水邦広から花束が贈呈された。椿山は、「自分自身こんなに長く続ける事が出来るとは全く思ってませんでした。これも家族、チーム関係者、ファンの皆様、自分に携わって頂いた方々のおかげです。本当に感謝しかないです。まさか清水さんに花束を頂けるとは、本当に光栄です。」とツイートした。シーズン終了後に同賞を受賞した。
2024年1月24日、2023-24シーズンをもって現役引退すると発表された。
2024年3月30日、プレーオフ5位決定戦が現役最終戦となった。試合はフルセットでの勝利となり有終の美を飾った。

## 球歴
- 日本代表 - 2014年

## 受賞歴
- 2013年 - Vチャレンジリーグ スパイク賞
- 2014年 - 第63回黒鷲旗大会 ベスト6
- 2022年 - 2021-22 V.LEAGUE DIVISION1 MEN Vリーグ栄誉賞

## 所属チーム
- 勝山市立勝山中部中学校
- 福井工業大学附属福井高校
- 筑波大学（2007-2011年）（中退）
- つくばユナイテッドSun GAIA（2010-2013年）
- サントリーサンバーズ（2013-2016年）
- ウルフドッグス名古屋（2016-2024年）